# 28 mai 1959
Le jeudi 28 mai 1959 est le 148e jour de l'année 1959.

## Naissances
- Bruce McDonald, réalisateur canadien
- Carlos Zorrinho, personnalité politique portugais
- Charles Berberian, auteur de bande dessinée français
- Cypress Grove,
- Eric Verdonk (mort le 3 avril 2020), rameur néo-zélandais
- Leopold Witte, acteur néerlandais
- Małgorzata Malicka
- Meg Wolitzer, écrivaine américaine
- Michel Dussuyer, footballeur français
- Pascal Portes, joueur de tennis français
- Risto Mannisenmäki
- Steve Strange (mort le 12 février 2015)
- Volodymyr Zinchenko, athlète ukrainien
- Yōichi Wada

## Décès
- Charles Pélissier (né le 20 février 1903), coureur cycliste français
- Léon Thienpont (né le 16 avril 1879), personnalité politique belge
- Leff Pouishnoff (né le 11 octobre 1891), musicien ukrainien
- Ludlow Griscom (né le 17 juin 1890), ornithologue américain (1890-1959)

## Événements
- Création de Cobol
- Création de Télé-Liban 1